# 南站站 (布鲁塞尔地铁)
南站站（法語：Gare du Midi）是布鲁塞尔地铁2、6号线与布鲁塞尔有轨电车3、4、51号线（准地铁）的车站，位于比利时布鲁塞尔首都大区圣希利斯。

## 名称
该站得名于上方的铁路车站布鲁塞尔南站，其与本站组成了一个综合交通枢纽，将火车、地铁、有轨电车和公共汽车四者结合。